# 3927 Feliciaplatt
3927 Feliciaplatt (1981 JA2) là một tiểu hành tinh vành đai chính được phát hiện ngày 5 tháng 5 năm 1981 bởi Shoemaker, C. ở Palomar.

## Origin of the name
As part of a class taught bởi Gene Shoemaker ở Caltech, I was lucky to discover two asteroids: (3237) Victorplatt (đặt tên theo my father) và (3259) Brownlee. I named 3237, but I was too slow in naming 3259, so Gene và Carolyn Shoemaker named it after a fellow asteroid researcher, Don Brownlee. They very generously allowed me to name an asteroid they được phát hiện năm return: (3927) Feliciaplatt (đặt tên theo my mother).— John Platt, 